# ペーチ
ペーチ（ハンガリー語: Pécs  listen）は、ハンガリーのバラニャ県の県都である。
ラテン語名クィンクェ・エックレシエー (Quinque Ecclesiae)、クロアチア語名 Pečuh、ドイツ語名フュンフキルヘン (Fünfkirchen)、セルビア語名 Печуј Pečuj、トルコ語名 Peçuy。
国内第5位の人口を持つ。ドイツのエッセン、トルコのイスタンブールとともに、2010年度の欧州文化首都に選ばれた。

## 市名の由来
古代ローマ帝国の領土となった頃の名前は、ソピアナエ（ソピアネ、Sopianae）といった。湿原を表すケルト語sopからきている。
871年、中世都市として最初に記載されたのは、クインクエ・バシリカエ（5つの聖堂）の名前であった。実際に市内には教会が建設されており、建設者らは5つの古いキリスト教礼拝堂から資材を転用していた。のちのラテン語文献では、市はクインクエ・エックレシエ（5つの教会）と記載された。ドイツ語の市名フュンフキルヒェン（Fünfkirchen）とスロバキア語のPäťkostolieは、どちらもこの市名をそれぞれの原語に訳したものである。
ペーチの名前は1235年の文献に登場し、Pechyutという綴りである（現在の綴りに直すとpécsi út、ペーチから、という意味）。ペーチという名はスラヴ語に語源があり、音声学上5かかまどを意味する（コソボには同じ名前のペーチという町がある）。別のハンガリーの都市、ペシュト（現在のブダペストの一部）と同じ語源と考えられる。

## 歴史

### 古代ローマと中世初期の都市
古代からペーチ一帯には定住の跡が見られ、考古学上最古の定住の証拠は6,000年前からとなる。ローマ人がやってくる前、ケルト人が住んでいた。ハンガリー西部がローマ帝国の属州パンノニアになると、2世紀初頭にローマ人は現在のペーチの場所にソピアナエという名のワイン生産植民地を数カ所建設した。ローマ時代の用水路の一部が今も見られる。属州パンノニアが4つの行政区に分割されると、ソピアナエはヴァレリナエと名付けられた区の首都となった。
4世紀の初頭、ソピアナエは重要なキリスト教徒の都市となっていた。この時代に初期キリスト教徒の墓地が作られ、「ペーチ（ソピアナエ）の初期キリスト教墓所」の名で現在UNESCO世界遺産となっている。
4世紀終わりには、異民族とフン族の侵攻によってこの一帯のローマ支配が弱体化した。カール大帝がやってきたとき、この地域を支配していたのはアヴァール族とスラヴ人だった。ペーチ周辺を征服したシャルルマーニュは、神聖ローマ帝国に併合した。この地域はザルツブルク司教座に属していた。
871年にザルツブルクで書かれた文書には、クインクエ・バシリカエの名前で中世初期の都市が初めて記載された。

### 中世のマジャル人都市
マジャル人のハンガリー征服後（およそ9世紀終わりから10世紀初頭にかけて）、州（comitatus）の首都は、ペーチだけでなく近隣の城バラニャヴァール（バラニャ城）も含むバラニャ州（コミタトゥス・バラニャ、comitatus Balanya）が建設された。しかしペーチは、重要な信仰の中心地で司教座のある地であった。ラテン語の記録では、市はクインクエ・エックレシアエ（Quinque Ecclesiae）と記載されている。
街の北端部に建立された聖堂は、ハンガリーのキリスト教会としてはもっとも古いものに属する。1064年、シャラモン王が従弟ゲーザ（のちのゲーザ1世）と和平を結ぶと、彼らはペーチで復活祭を祝った。そのすぐ後に聖堂が焼け落ちた。その後同じ位置に再建された聖堂は増改築を繰り返し、オスマン帝国支配時には破壊された。現在のものは19世紀末に改築されたネオロマネスク様式の巨大な建物である。地下には11世紀に建てられた礼拝堂が残っている。
いくつかの修道会がペーチへ定住した。ベネディクト会は1076年に初めてやってきた。1181年、市内には既に病院が建っていた。国内最初のドミニコ会修道院が、1238年にペーチに建てられた。
ペーチ司教ヴィルヘルムの助言を受け、ラヨシュ1世は1367年にペーチに大学を建てた。ハンガリー初の大学である。創立文書はウィーン大学の創立文書と一語一語同一であり、大学は神学以外の全ての芸術と科学を教えることを是としていた。
1459年、ハンガリーで最も重要な中世の詩人ヤヌス・パンノニウスがペーチ司教となった。彼はペーチの文化的重要性を強化した。

### オスマン帝国支配
1526年にオスマン帝国軍がラヨシュ2世軍を退けたモハーチの戦いの後、スレイマン1世の軍がペーチを占領し略奪した。国の大半をオスマン帝国に占領されただけでなく、ハンガリー王に誰がなるべきかで国内の世論も割れてしまった。ある一派はローマ王フェルディナント1世（のちのローマ皇帝。ラヨシュ2世の姉アンナ・ヤギエロを妃とする）を推し、ある一派はハンガリー貴族サポヤイ・ヤーノシュをセーケシュフェヘールヴァールで戴冠させた。ペーチ市民はフェルディナント1世を支持したが、バランヤ県の残りはサポヤイ・ヤーノシュを支持した。1527年夏、フェルディナント1世はサポヤイ軍を下し、11月3日にハンガリー王として戴冠した。フェルディナントは自分を支持してくれた都市を贔屓し、ペーチは納税を免除された。ペーチは再建され要塞化された。
1529年、再度オスマン軍がペーチを攻略し、帝都ウィーンへ進軍した。オスマン軍は、ペーチを同盟者サポヤイ・ヤーノシュへ与えた。1540年にサポヤイが死んだ。1541年、オスマン帝国軍はブダ城を占領、そしてサポヤイの未亡人でポーランド王女であるイザベラへ、戦略上の要地ペーチをオスマン帝国へ与えるよう命じた。ペーチ市民はオスマン帝国軍から都市を防御し、フェルディナントへの忠誠を誓った。皇帝はさらなるオスマン軍の攻撃から市を防衛し助けようとしたが、助言者らがペーチの代わりにセーケーシュフェヘールヴァールとエステルゴムにさらに的を絞るべきだと彼を説き伏せた。ペーチが包囲戦のために準備をしていた日、フランドルとワロン（共に現在のベルギー）の傭兵たちが市から投降し、近接する土地を荒らした。翌日の1543年6月、司教自身がオスマン軍へ市の鍵を手渡し降伏した。
征服後、オスマン軍は市を要塞化して事実上のオスマン都市に変えた。キリスト教の教会はモスクとなった。トルコ式風呂とミナレットが建てられ、コーラン学校が開校し、市場のあった場所にはバザールが開かれた。市は、シャリーアによるイスラーム教の支配を受けた。100年間、ペーチは戦争状態の国土の中にある。平穏な島のような状態だった。
1664年、ハプスブルク家に仕えるハンガリー貴族ズリーニ・ミクローシュ (en) がペーチへ到着した。ペーチがオスマン帝国領に組み込まれて以来、市はたとえ占領されても、略奪することだけを計画する軍が、長くはいられないことを知っていた。ミクローシュの軍は破壊行為を行い市を焼き払ったが、城を占領できなかった。中世の名残をとどめるペーチは壁に囲まれた歴史地区を除いて永遠に破壊され、閉鎖されていた一部である、ひとつだけの堡塁、トンネル網と都市の地下にある納骨堂が残った。その他には所有していた有名なリトケ・シャンパン工場がある。いくつかのトルコの人工物、3つのモスク、2つのミナレット、聖堂近くの古代キリスト教徒墓地上にある浴場の残骸、数軒の家（一つは石でできた砲丸が壁に埋まっている）が残った。
ブダ城が1686年にオスマン帝国軍から解放されると、トルコ人はペーチからも出て行った。前衛軍は市内を破壊し略奪した。オスマン帝国軍は、自分たちが市を維持できないことを目の当たりにすると、火を放ち、自分たちは城へ移った。バーデン＝バーデン辺境伯ルートヴィヒ・ヴィルヘルム率いる軍が10月14日にペーチを占領し、城へ水を供給する用水路を破壊した。オスマン帝国軍は他に選択肢がなくなり、10月22日に降伏した。
市はカール・フォン・トゥンゲン指揮下で戒厳令が敷かれた。ウィーンの宮廷はまずペーチを破壊したかったが、のち彼らは未だオスマン帝国支配下にあるシゲトヴァールの重要性と釣り合いをとることに決めた。ゆっくりと市は再び繁栄し始めたが、1690年代に2度のペスト流行で多くの命が失われた。1688年、ドイツ移民がペーチへ入植した。市の人口のわずか1/4がハンガリー人で、残りはドイツ人と南スラヴ人だった。1698年のデータによると、南スラヴ人は人口の半分以上を占めていた。ハンガリー人は人口の少数派で、ペーチはラーコーツィ・フェレンツ2世がハプスブルク家支配に対抗して革命を起こしても支持に回らず、ラーコーツィ軍は1704年に市を荒らした。

### 近代
1710年以後、さらなる平和な時代が始まった。産業、貿易、ブドウ栽培が栄え、製造業が起こり、新たに市庁舎が建てられた。市の封建領主はペーチ司教だったが、市は司教監督下から自由になりたがっていた。ペーチ司教クリモーは文化的な人物で、市に対する自分の権利を譲渡することに同意したが、ローマ教皇庁の聖座はそうすることを彼に禁じた。1777年にクリモーが死ぬと、マリア・テレジアは新たな司教が選ばれる前に素早くペーチを帝国自由都市に引き上げた。
1787年にヨーゼフ2世が実施させた最初の国勢調査によると、ペーチには1474軒の住宅と1834世帯があった。合計で8853人の人口（133人が聖職者、117人は貴族）があった。
1785年、ジェールのアカデミーがペーチへ移転した。アカデミーはすぐに法学校に発展した。最初の石造劇場が1839年に建てられた。 
産業が19世紀半ばにたいそう発展した。1848年には1739人の産業労働者がいた。製造業の一部は国内で有名だった。鉄鉱と製紙工場はこの時代に最も近代的なものだった。炭鉱はそれら産業と関わりがあった。製糖工場とビール醸造業もできた。市の人口は1万4616人だった。
1848年から1849年にかけての革命で、ペーチは短期間クロアチア軍に占領されたが、1849年1月にハプスブルク軍により解放された。
1867年のアウスグライヒ後、ペーチは国内の他自治体と同様に発展した。1867年からペーチと近隣の町バルチシュが鉄道でつながれ、1882年以後ブダペストにもつながった。1913年、トラムが市内で運用が始まったが、1960年に廃止された。
第一次世界大戦の終わりごろ、バラニャ県はセルビア軍に占領されたが、ペーチがハンガリーの一部として残ったことから、1921年8月で占領が終わった。トリアノン条約でハンガリーがプレスブルク（現在のブラチスラヴァ）を失った後、プレスブルク大学がペーチへ移転した。
第二次世界大戦中、ペーチの南方20から25キロの場所で、進軍してきたソビエト軍がオーストリアへ向かう途上大規模な戦車戦が起きたにもかかわらず、わずかな被害しか受けなかった。
戦後の発展は再び早くなり、近隣の町を併合して市は大きくなった。1980年代のペーチの人口は、すでに18万人になっていた。
共産主義時代末期の1989年から1990年、ペーチと県は多くの国内他地域と同様、急激な変化にさらされ、失業率が上昇し、鉱業所といくつもの工場が閉鎖された。1990年代に起こった隣国ユーゴスラビアの内戦では、観光業が影響を受けた。

## 気候
| ペーチ（1991年 - 2020年）の気候 | ペーチ（1991年 - 2020年）の気候 | ペーチ（1991年 - 2020年）の気候 | ペーチ（1991年 - 2020年）の気候 | ペーチ（1991年 - 2020年）の気候 | ペーチ（1991年 - 2020年）の気候 | ペーチ（1991年 - 2020年）の気候 | ペーチ（1991年 - 2020年）の気候 | ペーチ（1991年 - 2020年）の気候 | ペーチ（1991年 - 2020年）の気候 | ペーチ（1991年 - 2020年）の気候 | ペーチ（1991年 - 2020年）の気候 | ペーチ（1991年 - 2020年）の気候 | ペーチ（1991年 - 2020年）の気候 |
| 月                              | 1月                             | 2月                             | 3月                             | 4月                             | 5月                             | 6月                             | 7月                             | 8月                             | 9月                             | 10月                            | 11月                            | 12月                            | 年                              |
| ------------------------------- | ------------------------------- | ------------------------------- | ------------------------------- | ------------------------------- | ------------------------------- | ------------------------------- | ------------------------------- | ------------------------------- | ------------------------------- | ------------------------------- | ------------------------------- | ------------------------------- | ------------------------------- |
| 最高気温記録 °C （°F）          | 17.0 (62.6)                     | 21.8 (71.2)                     | 23.4 (74.1)                     | 29.3 (84.7)                     | 32.3 (90.1)                     | 36.7 (98.1)                     | 38.6 (101.5)                    | 38.2 (100.8)                    | 34.3 (93.7)                     | 29.9 (85.8)                     | 21.9 (71.4)                     | 19.5 (67.1)                     | 38.6 (101.5)                    |
| 平均最高気温 °C （°F）          | 3.4 (38.1)                      | 6.1 (43)                        | 11.4 (52.5)                     | 16.9 (62.4)                     | 21.6 (70.9)                     | 25.4 (77.7)                     | 27.6 (81.7)                     | 27.6 (81.7)                     | 22.1 (71.8)                     | 16.5 (61.7)                     | 9.6 (49.3)                      | 3.7 (38.7)                      | 16.0 (60.8)                     |
| 日平均気温 °C （°F）            | 0.6 (33.1)                      | 2.5 (36.5)                      | 6.9 (44.4)                      | 11.8 (53.2)                     | 16.4 (61.5)                     | 20.0 (68)                       | 22.0 (71.6)                     | 22.1 (71.8)                     | 17.1 (62.8)                     | 12.0 (53.6)                     | 6.4 (43.5)                      | 1.2 (34.2)                      | 11.6 (52.9)                     |
| 平均最低気温 °C （°F）          | −2.2 (28)                       | −1.0 (30.2)                     | 2.5 (36.5)                      | 6.9 (44.4)                      | 11.2 (52.2)                     | 14.8 (58.6)                     | 16.5 (61.7)                     | 16.6 (61.9)                     | 12.2 (54)                       | 7.7 (45.9)                      | 3.2 (37.8)                      | −1.3 (29.7)                     | 7.3 (45.1)                      |
| 最低気温記録 °C （°F）          | −19.1 (−2.4)                    | −20.4 (−4.7)                    | −16.2 (2.8)                     | −5.5 (22.1)                     | 1.5 (34.7)                      | 3.1 (37.6)                      | 6.1 (43)                        | 7.0 (44.6)                      | 1.9 (35.4)                      | −7.8 (18)                       | −13.5 (7.7)                     | −22.1 (−7.8)                    | −22.1 (−7.8)                    |
| 降水量 mm （inch）              | 32.9 (1.295)                    | 39.0 (1.535)                    | 35.3 (1.39)                     | 54.2 (2.134)                    | 86.1 (3.39)                     | 86.8 (3.417)                    | 91.8 (3.614)                    | 73.1 (2.878)                    | 83.4 (3.283)                    | 70.5 (2.776)                    | 63.9 (2.516)                    | 50.2 (1.976)                    | 767.2 (30.204)                  |
| 平均降水日数 （≥1.0 mm）        | 6.8                             | 7.5                             | 7.4                             | 8.4                             | 10.7                            | 9.6                             | 8.9                             | 7.6                             | 9.1                             | 8.2                             | 9.5                             | 9.1                             | 102.8                           |
| 平均月間日照時間                | 81.4                            | 94.0                            | 159.1                           | 207.4                           | 255.5                           | 276.5                           | 300.0                           | 285.0                           | 189.3                           | 156.0                           | 92.3                            | 66.3                            | 2,162.8                         |
| 出典：infoclimat.fr             |                                 |                                 |                                 |                                 |                                 |                                 |                                 |                                 |                                 |                                 |                                 |                                 |                                 |

| 平均気温の推移                                                 |                                                                |
| -------------------------------------------------------------- | -------------------------------------------------------------- |
| 現在、技術上の問題で一時的にグラフが表示されなくなっています。 |                                                                |
|                                                                | 現在、技術上の問題で一時的にグラフが表示されなくなっています。 |

|  | 現在、技術上の問題で一時的にグラフが表示されなくなっています。 |

|  | 現在、技術上の問題で一時的にグラフが表示されなくなっています。 |

|  | 現在、技術上の問題で一時的にグラフが表示されなくなっています。 |

|  | 現在、技術上の問題で一時的にグラフが表示されなくなっています。 |

|  | 現在、技術上の問題で一時的にグラフが表示されなくなっています。 |

|  | 現在、技術上の問題で一時的にグラフが表示されなくなっています。 |

|  | 現在、技術上の問題で一時的にグラフが表示されなくなっています。 |

|  | 現在、技術上の問題で一時的にグラフが表示されなくなっています。 |

|  | 現在、技術上の問題で一時的にグラフが表示されなくなっています。 |

|  | 現在、技術上の問題で一時的にグラフが表示されなくなっています。 |

|  | 現在、技術上の問題で一時的にグラフが表示されなくなっています。 |

|  | 現在、技術上の問題で一時的にグラフが表示されなくなっています。 |

|  | 現在、技術上の問題で一時的にグラフが表示されなくなっています。 |

|  | 現在、技術上の問題で一時的にグラフが表示されなくなっています。 |

|  | 現在、技術上の問題で一時的にグラフが表示されなくなっています。 |

|  | 現在、技術上の問題で一時的にグラフが表示されなくなっています。 |

## 教育
- ペーチ大学 - ハンガリー最古の大学

## 交通
- 毎日数本のブダペスト行き電車があるのと同様、毎日ウィーン、オシエク、サラエヴォ行きの直行電車がある。
- 現在、ペーチとブダペストをつなぐ新たな高速道路が建設中である。開通すると、現在ブダペストまで3時間30分ほどかかる時間が短縮される。
- 2006年3月、ペーチ＝ポガーニー空港が開業した。

## ペーチ出身の人物
- マルセル・ブロイヤー：デザイナー
- ショーヨム・ラースロー：政治家
- タル・ベーラ：映画監督
- ヴィクトル・ヴァザルリ：美術家

## ギャラリー

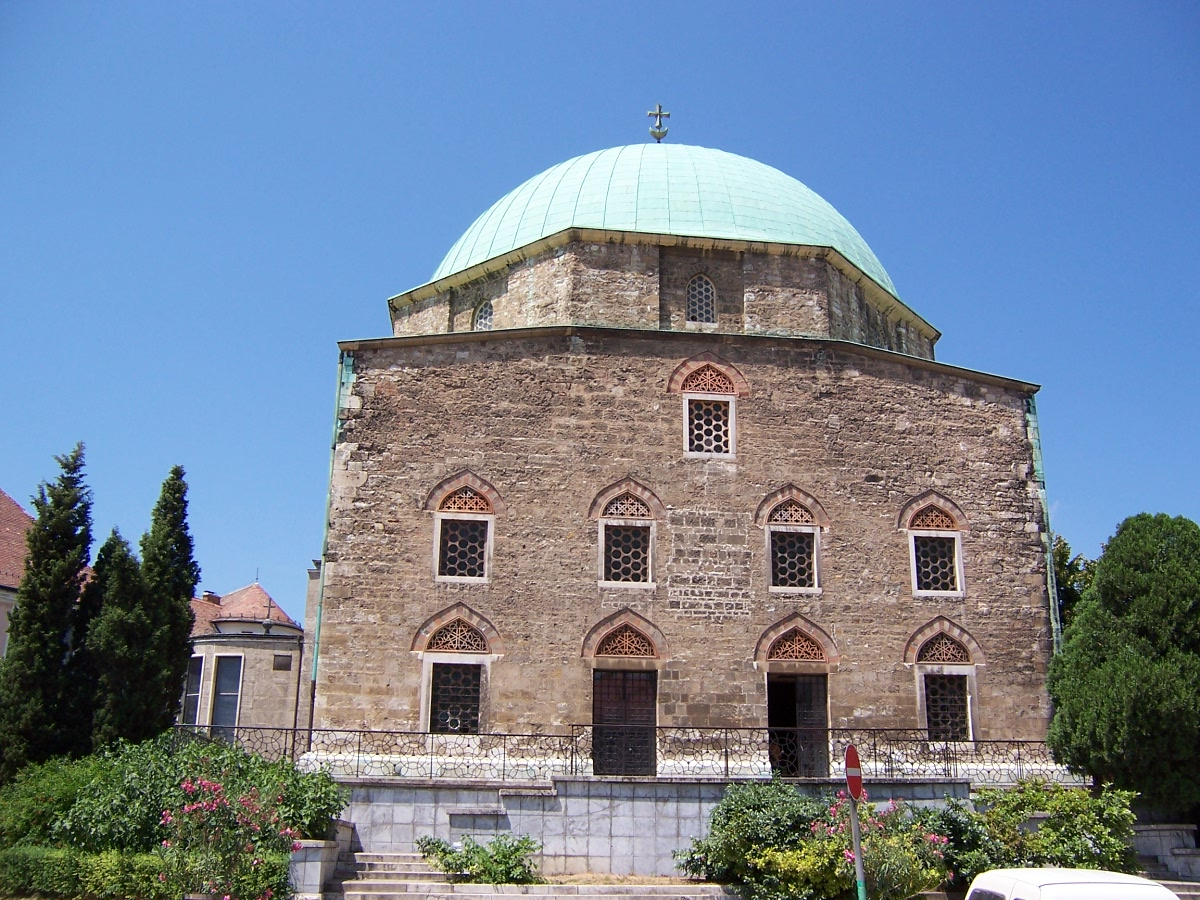
ガーズィー・カーシム・パシャ・モスク
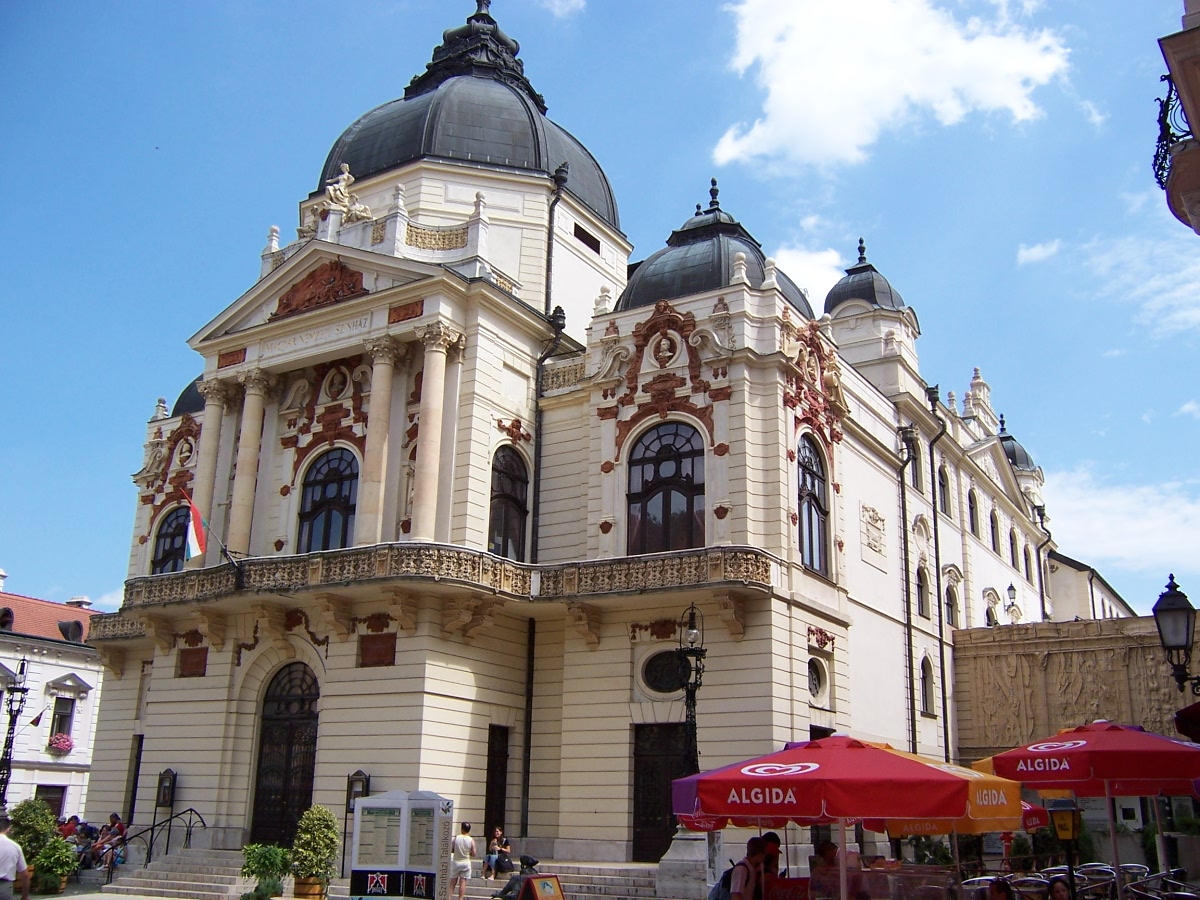
国立劇場
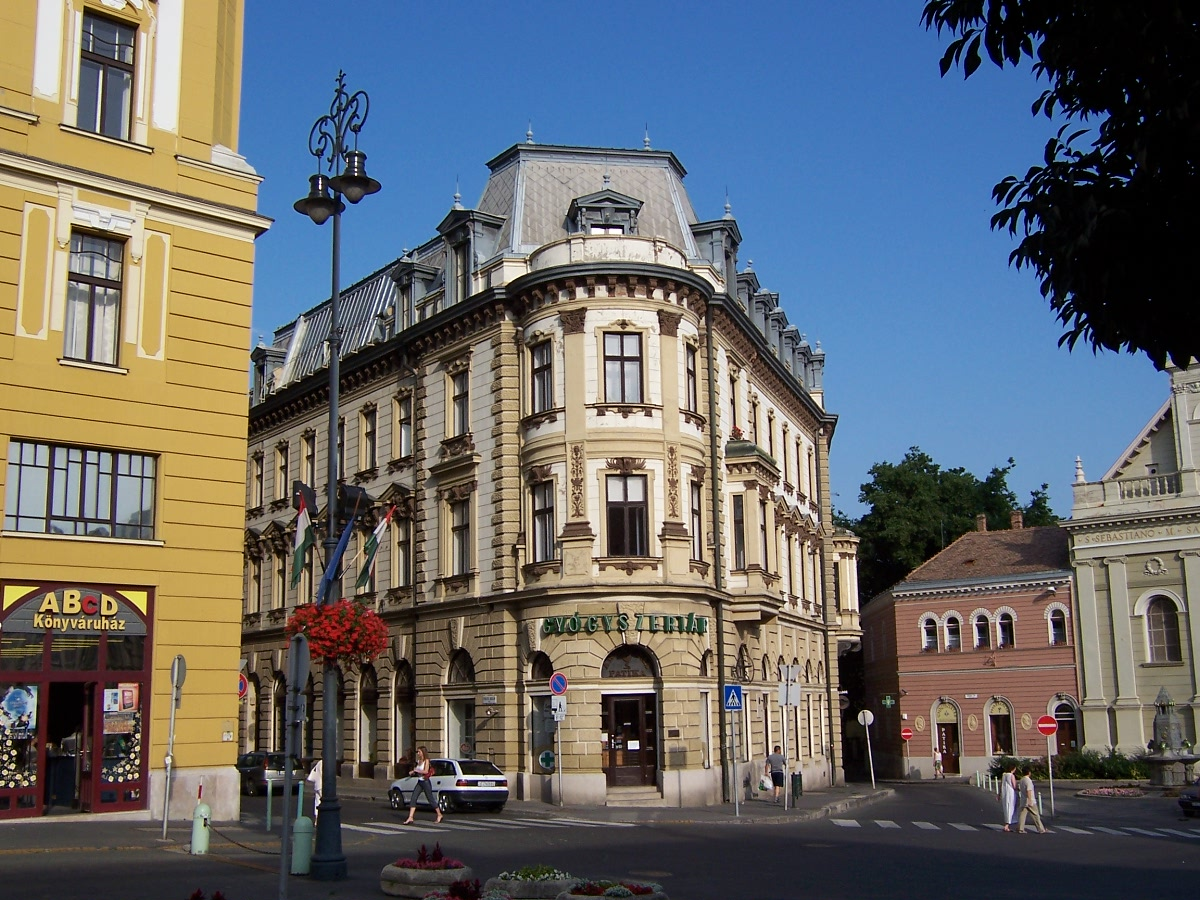
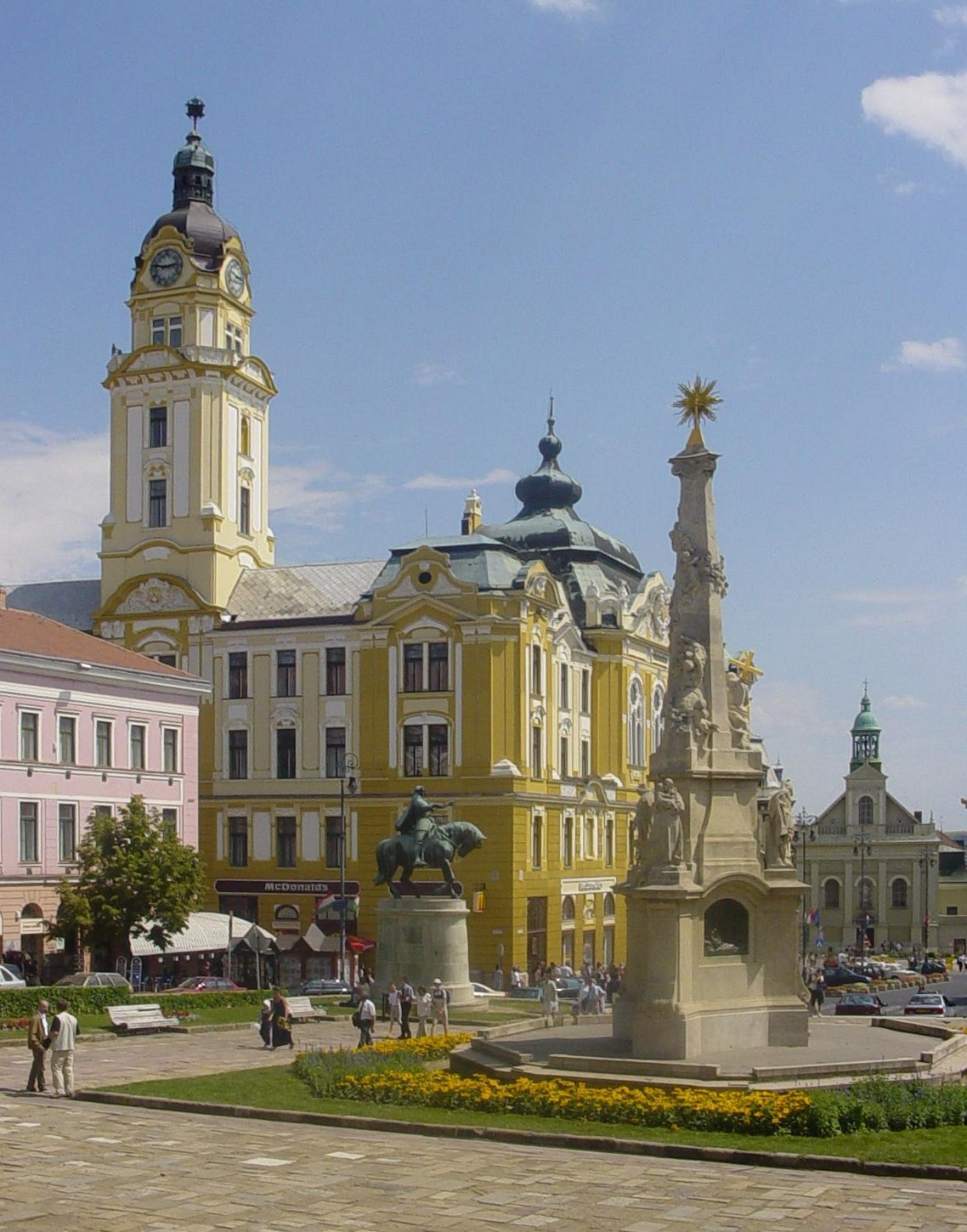

## 姉妹都市
- ルーマニア、クルージュ＝ナポカ
- ドイツ、フェルバッハ
- オーストリア、グラーツ
- トルコ、キュタフヤ
- フィンランド、ラハティ
- フランス、リヨン
- ボスニア・ヘルツェゴビナ、トゥズラ

- チェコ、オロモウツ
- クロアチア、オシエク
- アメリカ合衆国、シアトル
- ブルガリア、スリヴェン
- イタリア、テッラチーナ
- アメリカ合衆国、ツーソン